# Alligatorium
Alligatorium — викопний рід атопозавридових крокодиломорфів із пізньоюрських морських відкладень у Франції.

## Систематика
Типовим видом є A. meyeri, названий у 1871 році за одним зразком із Серена, східна Франція. Ще два номінальних види, A. franconicum, названий у 1906 році, і A paintenense, названий у 1961 році, засновані на зниклих нині зразках із Баварії, південна Німеччина, і були синонімізовані в один вид, для якого A. franconicum має пріоритет. Огляд Atoposauridae 2016 року вилучив A. franconicum з Alligatorium і помістив у Neosuchia incertae sedis. Alligatorium depereti, описаний у 1915 році, був переведений у свій власний рід Montsecosuchus у 1988 році.